# Rónald Matarrita
Rónald Alberto Matarrita Ulate (Alajuela, 9 juli 1994) is een Costa Ricaans voetballer die doorgaans speelt als linksback. In juli 2024 verruilde hij Aris Saloniki voor Alajuelense. Matarrita maakte in 2015 zijn debuut in het Costa Ricaans voetbalelftal.

## Clubcarrière
Matarrita speelde in de jeugdopleiding van Alajuelense. Zijn debuut in het eerste elftal maakte hij in het seizoen 2013/14, waarin hij uiteindelijk elf competitieduels speelde. In de anderhalf jaar die daarop volgden veroverde de vleugelverdediger een basisplaats bij de club. In januari 2016 maakte Matarrita de overstap naar New York City. Met de overstap was circa een half miljoen dollar gemoeid. Na afloop van zijn debuutseizoen in New York, met daarin zevenentwintig competitieoptredens, werd de Costa Ricaan verkozen tot beste verdedigende speler van de club. Het contract van Matarrita werd in november 2017 verlengd tot eind 2018. Binnen de Major League Soccer stapte Matarrita in januari 2021 over naar FC Cincinnati. Hier werd eind 2022 zijn aflopende contract niet verlengd. Hierop tekende hij voor twee seizoenen bij SK Dnipro-1. In juni 2023 tekende hij een voorcontract bij Aris Saloniki om de maand daarna over te stappen naar de Griekse club. Voor Aris kwam hij tot één competitiewedstrijd, waarna hij terugkeerde bij Alajuelense.

## Clubstatistieken
| Seizoen | Club          | Competitie          | Competitie | Competitie | Beker | Beker | Internationaal | Internationaal | Totaal | Totaal |
| Seizoen | Club          | Competitie          | Wed.       | Dlp.       | Wed.  | Dlp.  | Wed.           | Dlp.           | Wed.   | Dlp.   |
| ------- | ------------- | ------------------- | ---------- | ---------- | ----- | ----- | -------------- | -------------- | ------ | ------ |
| 2013/14 | Alajuelense   | Primera División    | 11         | 0          | 0     | 0     | 1              | 0              | 12     | 0      |
| 2014/15 | Alajuelense   | Primera División    | 36         | 3          | 0     | 0     | 4              | 0              | 40     | 3      |
| 2015/16 | Alajuelense   | Primera División    | 20         | 1          | 0     | 0     | —              | —              | 20     | 1      |
| 2016    | New York City | Major League Soccer | 27         | 1          | 0     | 0     | —              | —              | 27     | 1      |
| 2017    | New York City | Major League Soccer | 14         | 0          | 0     | 0     | —              | —              | 14     | 0      |
| 2018    | New York City | Major League Soccer | 26         | 2          | 0     | 0     | —              | —              | 9      | 1      |
| 2019    | New York City | Major League Soccer | 25         | 1          | 1     | 0     | —              | —              | 26     | 1      |
| 2020    | New York City | Major League Soccer | 24         | 0          | 0     | 0     | 4              | 0              | 28     | 0      |
| 2021    | FC Cincinnati | Major League Soccer | 22         | 2          | 0     | 0     | —              | —              | 22     | 2      |
| 2022    | FC Cincinnati | Major League Soccer | 9          | 1          | 0     | 0     | —              | —              | 9      | 1      |
| 2022/23 | SK Dnipro-1   | Premjer Liha        | 9          | 0          | 0     | 0     | —              | —              | 9      | 0      |
| 2023/24 | Aris Saloniki | Super League        | 1          | 0          | 0     | 0     | 4              | 0              | 5      | 0      |
| 2024/25 | Alajuelense   | Primera División    | 23         | 0          | 0     | 0     | 1              | 0              | 24     | 0      |
| Totaal  | Totaal        | Totaal              | 247        | 11         | 1     | 0     | 14             | 0              | 262    | 11     |

Bijgewerkt op 24 juni 2025.

## Interlandcarrière
Matarrita maakte zijn debuut in het Costa Ricaans voetbalelftal op 5 september 2015, toen met 1–0 verloren werd van Brazilië door een doelpunt van Hulk. De linksback mocht van bondscoach Óscar Antonio Ramírez als basisspeler aan het duel beginnen en hij speelde het gehele duel mee. In zijn veertiende interland, op 6 september 2016, kwam Matarrita voor het eerst tot scoren. Panama werd met 3–1 verslagen. Christian Bolaños opende tweemaal en Matarrita maakte de derde van Costa Rica vijf minuten voor tijd. Luis Tejada deed vanuit een strafschop wat terug in de blessuretijd. Matarrita werd in mei 2018 door Ramírez opgenomen in de selectie van Costa Rica voor het wereldkampioenschap in Rusland. Hij moest op het allerlaatste moment afhaken vanwege een hamstringblessure en werd vervangen door verdediger Kenner Gutiérrez van Alajuelense.
In november 2022 werd Matarrita door bondscoach Luis Fernando Suárez opgenomen in de selectie van Costa Rica voor het WK 2022. Tijdens dit WK werd Costa Rica uitgeschakeld in de groepsfase na nederlagen tegen Spanje en Duitsland en een zege op Japan. Matarrita kwam in twee duels in actie.
| Interlands van Rónald Matarrita voor Costa Rica | Interlands van Rónald Matarrita voor Costa Rica | Interlands van Rónald Matarrita voor Costa Rica | Interlands van Rónald Matarrita voor Costa Rica | Interlands van Rónald Matarrita voor Costa Rica | Interlands van Rónald Matarrita voor Costa Rica | Interlands van Rónald Matarrita voor Costa Rica |
| №                                               | Datum                                           | Wedstrijd                                       | Uitslag                                         | Competitie                                      | Goals                                           |                                                 |
| Als speler bij Alajuelense                      | Als speler bij Alajuelense                      | Als speler bij Alajuelense                      | Als speler bij Alajuelense                      | Als speler bij Alajuelense                      | Als speler bij Alajuelense                      | Als speler bij Alajuelense                      |
| ----------------------------------------------- | ----------------------------------------------- | ----------------------------------------------- | ----------------------------------------------- | ----------------------------------------------- | ----------------------------------------------- | ----------------------------------------------- |
| 1                                               | 5 september 2015                                | Brazilië – Costa Rica                           | 1 – 0                                           | Vriendschappelijk                               |                                                 |                                                 |
| 2                                               | 8 september 2015                                | Costa Rica – Uruguay                            | 1 – 0                                           | Vriendschappelijk                               |                                                 |                                                 |
| 3                                               | 8 oktober 2015                                  | Costa Rica – Zuid-Afrika                        | 0 – 1                                           | Vriendschappelijk                               |                                                 |                                                 |
| 4                                               | 13 oktober 2015                                 | Verenigde Staten – Costa Rica                   | 0 – 1                                           | Vriendschappelijk                               |                                                 |                                                 |
| 5                                               | 13 november 2015                                | Costa Rica – Haïti                              | 1 – 0                                           | WK 2018 kwalificatie                            |                                                 |                                                 |
| 6                                               | 17 november 2015                                | Panama – Costa Rica                             | 1 – 2                                           | WK 2018 kwalificatie                            |                                                 |                                                 |
| Als speler bij New York City                    |                                                 |                                                 |                                                 |                                                 |                                                 |                                                 |
| 7                                               | 25 maart 2016                                   | Jamaica – Costa Rica                            | 1 – 1                                           | WK 2018 kwalificatie                            |                                                 |                                                 |
| 8                                               | 29 maart 2016                                   | Costa Rica – Jamaica                            | 3 – 0                                           | WK 2018 kwalificatie                            |                                                 |                                                 |
| 9                                               | 27 mei 2016                                     | Costa Rica – Venezuela                          | 2 – 1                                           | Vriendschappelijk                               |                                                 |                                                 |
| 10                                              | 4 juni 2016                                     | Costa Rica – Paraguay                           | 0 – 0                                           | Copa América 2016                               |                                                 |                                                 |
| 11                                              | 7 juni 2016                                     | Verenigde Staten – Costa Rica                   | 4 – 0                                           | Copa América 2016                               |                                                 |                                                 |
| 12                                              | 11 juni 2016                                    | Costa Rica – Colombia                           | 3 – 2                                           | Copa América 2016                               |                                                 |                                                 |
| 13                                              | 2 september 2016                                | Haïti – Costa Rica                              | 0 – 1                                           | WK 2018 kwalificatie                            |                                                 |                                                 |
| 14                                              | 6 september 2016                                | Costa Rica – Panama                             | 3 – 1                                           | WK 2018 kwalificatie                            | 85'                                             |                                                 |
| 15                                              | 9 oktober 2016                                  | Rusland – Costa Rica                            | 3 – 4                                           | Vriendschappelijk                               |                                                 |                                                 |
| 16                                              | 11 november 2016                                | Trinidad en Tobago – Costa Rica                 | 0 – 2                                           | WK 2018 kwalificatie                            | 90+2'                                           |                                                 |
| 17                                              | 15 november 2016                                | Costa Rica – Verenigde Staten                   | 4 – 0                                           | WK 2018 kwalificatie                            |                                                 |                                                 |
| 18                                              | 24 maart 2017                                   | Mexico – Costa Rica                             | 2 – 0                                           | WK 2018 kwalificatie                            |                                                 |                                                 |
| 19                                              | 10 oktober 2017                                 | Panama – Costa Rica                             | 2 – 1                                           | WK 2018 kwalificatie                            |                                                 |                                                 |
| 20                                              | 11 november 2017                                | Spanje – Costa Rica                             | 5 – 0                                           | Vriendschappelijk                               |                                                 |                                                 |
| 21                                              | 14 november 2017                                | Hongarije – Costa Rica                          | 1 – 0                                           | Vriendschappelijk                               |                                                 |                                                 |
| 22                                              | 3 juni 2018                                     | Costa Rica – Noord-Ierland                      | 3 – 0                                           | Vriendschappelijk                               |                                                 |                                                 |
| 23                                              | 7 juni 2018                                     | Engeland – Costa Rica                           | 2 – 0                                           | Vriendschappelijk                               |                                                 |                                                 |
| 24                                              | 11 oktober 2018                                 | Mexico – Costa Rica                             | 3 – 2                                           | Vriendschappelijk                               |                                                 |                                                 |
| 25                                              | 16 oktober 2018                                 | Colombia – Costa Rica                           | 3 – 1                                           | Vriendschappelijk                               |                                                 |                                                 |
| 26                                              | 16 november 2018                                | Chili – Costa Rica                              | 2 – 3                                           | Vriendschappelijk                               | 64'                                             |                                                 |
| 27                                              | 20 november 2018                                | Peru – Costa Rica                               | 2 – 3                                           | Vriendschappelijk                               |                                                 |                                                 |
| 28                                              | 22 maart 2019                                   | Guatemala – Costa Rica                          | 1 – 0                                           | Vriendschappelijk                               |                                                 |                                                 |
| 29                                              | 26 maart 2019                                   | Costa Rica – Jamaica                            | 1 – 0                                           | Vriendschappelijk                               |                                                 |                                                 |
| 30                                              | 5 juni 2019                                     | Peru – Costa Rica                               | 1 – 0                                           | Vriendschappelijk                               |                                                 |                                                 |
| 31                                              | 20 juni 2019                                    | Costa Rica – Bermuda                            | 2 – 1                                           | Gold Cup 2019                                   |                                                 |                                                 |
| 32                                              | 24 juni 2019                                    | Haïti – Costa Rica                              | 2 – 1                                           | Gold Cup 2019                                   |                                                 |                                                 |
| 33                                              | 6 september 2019                                | Costa Rica – Uruguay                            | 1 – 2                                           | Vriendschappelijk                               |                                                 |                                                 |
| 34                                              | 13 oktober 2019                                 | Costa Rica – Curaçao                            | 0 – 0                                           | Nations League 2019/20                          |                                                 |                                                 |
| 35                                              | 14 november 2019                                | Curaçao – Costa Rica                            | 1 – 2                                           | Nations League 2019/20                          |                                                 |                                                 |
| 36                                              | 17 november 2019                                | Costa Rica – Haïti                              | 1 – 1                                           | Nations League 2019/20                          |                                                 |                                                 |
| 37                                              | 1 februari 2020                                 | Verenigde Staten – Costa Rica                   | 1 – 0                                           | Vriendschappelijk                               |                                                 |                                                 |
| Als speler bij FC Cincinnati                    |                                                 |                                                 |                                                 |                                                 |                                                 |                                                 |
| 38                                              | 30 maart 2021                                   | Mexico – Costa Rica                             | 1 – 0                                           | Vriendschappelijk                               |                                                 |                                                 |
| 39                                              | 12 juli 2021                                    | Costa Rica – Guatemala                          | 3 – 1                                           | Gold Cup 2021                                   |                                                 |                                                 |
| 40                                              | 16 juli 2021                                    | Suriname – Costa Rica                           | 1 – 2                                           | Gold Cup 2021                                   |                                                 |                                                 |
| 41                                              | 20 juli 2021                                    | Costa Rica – Jamaica                            | 1 – 0                                           | Gold Cup 2021                                   |                                                 |                                                 |
| 42                                              | 25 juli 2021                                    | Costa Rica – Canada                             | 0 – 2                                           | Gold Cup 2021                                   |                                                 |                                                 |
| 43                                              | 2 september 2021                                | Panama – Costa Rica                             | 0 – 0                                           | WK 2022 kwalificatie                            |                                                 |                                                 |
| 44                                              | 5 september 2021                                | Costa Rica – Mexico                             | 0 – 1                                           | WK 2022 kwalificatie                            |                                                 |                                                 |
| 45                                              | 8 september 2021                                | Costa Rica – Jamaica                            | 1 – 1                                           | WK 2022 kwalificatie                            |                                                 |                                                 |
| 46                                              | 7 oktober 2021                                  | Honduras – Costa Rica                           | 0 – 0                                           | WK 2022 kwalificatie                            |                                                 |                                                 |
| 47                                              | 10 oktober 2021                                 | Costa Rica – El Salvador                        | 2 – 1                                           | WK 2022 kwalificatie                            |                                                 |                                                 |
| 48                                              | 13 oktober 2021                                 | Verenigde Staten – Costa Rica                   | 2 – 1                                           | WK 2022 kwalificatie                            |                                                 |                                                 |
| 49                                              | 16 november 2021                                | Costa Rica – Honduras                           | 2 – 1                                           | WK 2022 kwalificatie                            |                                                 |                                                 |
| 50                                              | 27 januari 2022                                 | Costa Rica – Panama                             | 1 – 0                                           | WK 2022 kwalificatie                            |                                                 |                                                 |
| 51                                              | 2 februari 2022                                 | Jamaica – Costa Rica                            | 0 – 1                                           | WK 2022 kwalificatie                            |                                                 |                                                 |
| 52                                              | 24 maart 2022                                   | Costa Rica – Canada                             | 1 – 0                                           | WK 2022 kwalificatie                            |                                                 |                                                 |
| 53                                              | 23 november 2022                                | Spanje – Costa Rica                             | 7 – 0                                           | WK 2022                                         |                                                 |                                                 |
| 54                                              | 1 december 2022                                 | Costa Rica – Duitsland                          | 2 – 4                                           | WK 2022                                         |                                                 |                                                 |
| Als speler bij Aris Saloniki                    |                                                 |                                                 |                                                 |                                                 |                                                 |                                                 |
| 55                                              | 8 september 2023                                | Zuid-Afrika – Costa Rica                        | 1 – 3                                           | Vriendschappelijk                               |                                                 |                                                 |
| 56                                              | 12 september 2023                               | Verenigde Arabische Emiraten – Costa Rica       | 4 – 1                                           | Vriendschappelijk                               |                                                 |                                                 |
| Als speler bij Alajuelense                      |                                                 |                                                 |                                                 |                                                 |                                                 |                                                 |
| 57                                              | 10 september 2024                               | Guatemala – Costa Rica                          | 0 – 0                                           | Nations League 2024/25                          |                                                 |                                                 |

Bijgewerkt op 24 juni 2025.

## Erelijst
| Primera División | 1 | 2013/14 |